# Тарим (місто)
Тарим (араб. تريم) - місто в Ємені. Розташоване на сході центральної частини країни, в мухафазі Хадрамаут.

## Історія
Тарим є одним із стародавніх центрів вивчення ісламу і вважається одним з найрелігійніших і найпатріархальніших районів країни. У місті є безліч мечетей, одна з яких (мечеть Сірджіс) відноситься до VII століття. Одну з найвідоміших мечетей міста - Аль-Мухда вінчає 46-метровий мінарет - найвищий в Ємені. Цікаві також бібліотеки Аль-Кафф при мечеті Аль-Джам, де зібрані понад 5000 рукописів, що покривають такі галузі знань як релігія, астрономія, історія, математика, логіка, медицина, біографії тощо. Місто відоме також численними палацами і будинками місцевої еліти XIX століття.

## Географія
Місто знаходиться за 176 км на північ від узбережжя Аравійського моря і за 540 км на схід від столиці країни, міста Сани. Дана територія характеризується скелястими плато висотою до 900 м, розділеними долинами.

## Населення
За даними на 2013 рік чисельність населення міста становила 59 964 особи .
 Динаміка чисельності населення міста по роках: 
| 2004  | 2013  |
| ----- | ----- |
| 47674 | 59964 |

## Транспорт
Найближчий до міста аеропорт знаходиться за 30 км від Тариму, в місті Сайвун, звідки здійснюються рейси в Джидду, Абу-Дабі, Сану та ін.

## Галерея

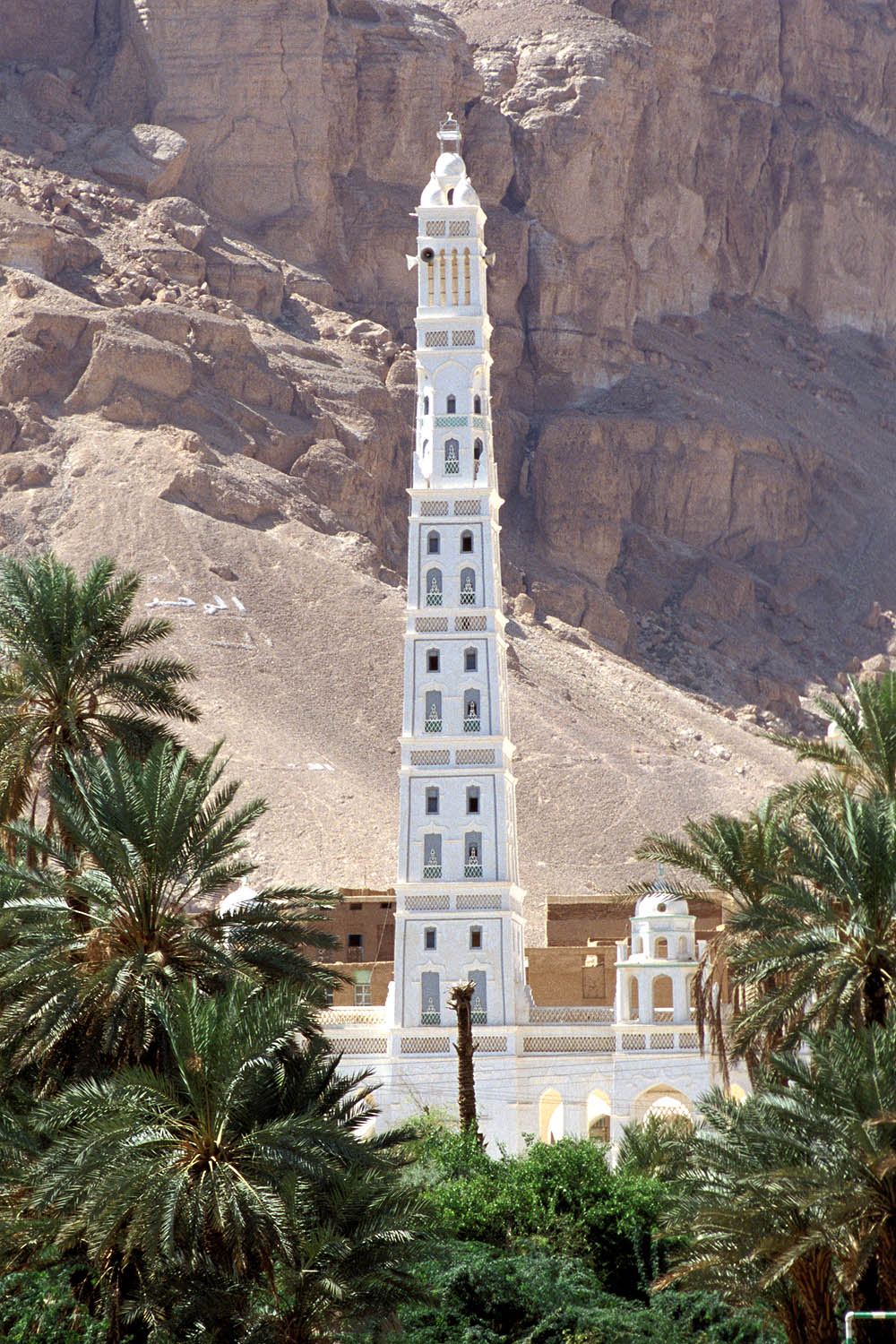
Мінарет мечеті Аль-Мухдхар в Таримі
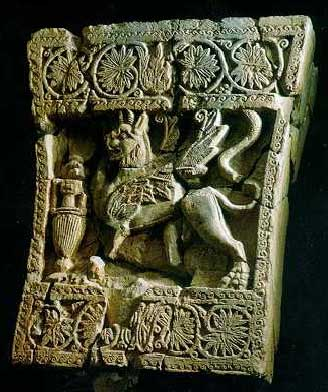
Давні скульптури грифонів з королівського палацу в Шабві
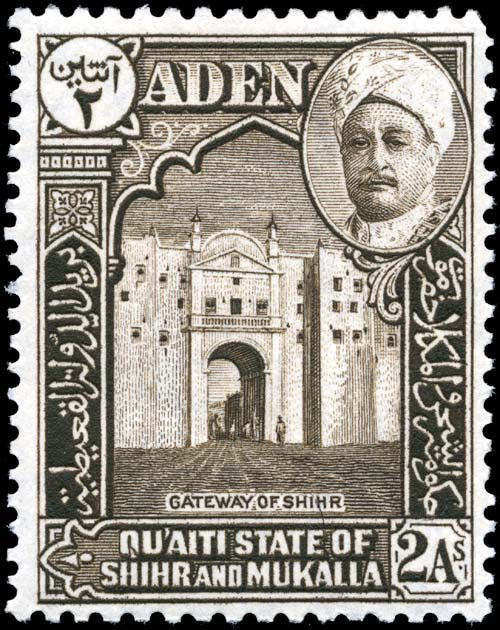
Поштова марка 1942 зображує султана Салех і ворота міста